# Час троянд
«Час троянд» (фін. Ruusujen aika) — фінський науково-фантастичний фільм 1969 року режисера Рісто Ярви про документаліста, який у 2012 році намагається знайти справжнє єство гламурної моделі, яка померла сорок років тому, для біографічного телевізійного фільму. Сценарій написали Петер фон Баг, Ярва та Яакко Паккасвірта. Роль моделі зіграла Рітва Вепся, а роль документаліста — Арто Туомінен. Прем'єра фільму відбулася 2 липня 1969 року у Фінляндії, а в США — 19 жовтня 1970 року в Нью-Йорку.
Американський дистриб'ютор інді-фільмів та компанія з реставрації класичного кіно Deaf Crocodile Films придбала права на північноамериканську дистрибуцію фільму у червні 2022 року. Deaf Crocodile Films оголосили, що випустять нову реставрацію фільму у форматі 4K.

## Сюжет
Дія фільму розгортається у 2012 році. Згідно з офіційною оцінкою Інституту історії, після неспокійних часів 1960-х і 1970-х років суспільство стало людиноцентричним, демократичним і ліберальним. В умовах меритократичної соціальної структури зникли класові кордони, а ключовим словом став «прогрес». Раймо Лаппалайнен (Арто Туомінен), який знімає документальні фільми для телебачення, готується до телевізійної програми, присвяченої Фінляндії 60-х років, розповідаючи історію еротичної фотомоделі Саари Турунен (Рітва Вепся). Через життєві етапи Саари, яка загинула в нещасному випадку в 1970-х роках, Раймо пізнає час до її народження і помічає, що ідеї п'ятдесятирічної давнини все ще існують; хоча технології, здавалося б, покращили людське життя, духовний класовий конфлікт 1960-х років все ще кипить під поверхнею, що, серед іншого, призводить до загибелі генерала на атомній електростанції.

## Акторський склад
- Арто Туомінен — Раймо Лаппалайнен
- Ритва Вепся — Саара Турунен / Кіссе Хаавісто
- Тар'я Маркус — Ану Хуотарі
- Ееро Кескітало — колега Раймо
- Калле Холмберг — колега Кіссе
- Ейла Пехконен — керівник Інституту історії
- Матті Лехтеля — фотограф
- До Салмінена — колишній чоловік Саари
- Пааво Яннес — юнацький коханець Саари
- Айно Лехтімакі — молода знайома Саари
- Хілкка Кесті — танцівниця
- Аллан А. Пюккьо — вчений на телебаченні
- Юкка Маннеркорпі — шофер
- Урпо Пелтонен — доглядач